# Alberto Garre
Alberto Garre López (Torre-Pacheco, 10 de fevereiro de 1952) é um político espanhol, presidente da Comunidade Autônoma da Região de Múrcia, de 2014 a 2015.

## Biografia
Alberto Garre nasceu na pedanía de Balsicas, em Torre-Pacheco, cidade onde seu pai trabalhava como farmacêutico. Aos 18 meses, ele ficou órfão depois que sua mãe morreu em um acidente.
Depois de terminar o liceu no Colégio Loreto em Santiago de la Ribera (San Javier), estudou Direito na Universidade de Múrcia e, depois de formado, começou a exercer a advocacia.

### Trajetória política
O início de sua carreira política deu-se em Torre-Pacheco, seu município natal, onde foi eleito vereador em 1987, tendo sido até 1995 porta-voz do agrupamento municipal do Partido Popular, que nesses anos era oposição na Câmara Municipal.
Em 1991, foi eleito deputado na Assembleia Regional de Múrcia pela circunscrição eleitoral n.º 2, quando atuou como secretário segundo da mesa da Câmara. Em 1995, o Partido Popular chegou ao governo da Região de Múrcia, tornando-se então porta-voz do seu grupo parlamentar na Assembleia Regional, cargo que ocuparia por pouco mais de dois mandatos, até o ano 2004, quando foi eleito deputado por Múrcia no Congresso da Espanha.
Ele permaneceu no Congresso dos Deputados por duas legislaturas, ambas com o PP na oposição. Em 2008, já como deputado, decidiu quebrar a disciplina de voto do grupo popular na votação da reforma do Estatuto de Autonomia de Castela-Mancha, juntamente com outro deputado murciano, Arsenio Pacheco, por entender que ela violava os interesses da Região de Murcia em termos hídricos ao tentar pôr fim na obra do Transvase Tejo-Segura.
Em 2011, retornou à política regional, novamente como membro da Assembleia Regional, onde foi eleito vice-presidente primeiro. Presidente local do PP de Torre Pacheco, em 2012 ele também foi nomeado presidente do Comitê de Direitos e Garantias do Partido Popular da Região de Murcia e presidente do PP de Torre-Pacheco.

### Presidente da Região de Múrcia
Em 2014, após a renúncia de Ramón Luis Valcárcel ao cargo de Presidente da Região de Murcia para integrar o Parlamento Europeu, a Junta Executiva Regional do Partido Popular o elegeu "por aclamação" em 12 de março como sucessor de Valcárcel. Após obter o apoio da Assembleia Regional no debate da investidura, ele tomou posse em 10 de abril de 2014.
Entre suas ações como Presidente da Comunidade Autônoma da Região de Murcia, promoveu a limitação dos mandatos dos Presidentes a 8 anos e a Lei de Transparência. Desbloqueou o contrato com a concessionária do Aeroporto Internacional da Região de Múrcia, por não cumprimento, e deu início ao procedimento para a adjudicação de um novo contrato. Estabeleceu com empregadores e sindicatos um Pacto para o Emprego, e promoveu o Decreto sobre a Seca com o Ministério da Agricultura.
Em julho de 2015, e após as eleições regionais em maio, ele foi substituído na presidência por Pedro Antonio Sánchez, que havia feito parte de seu governo como Secretário da Educação.

### Carreira política pós-presidência
Em março de 2017, desligou-se do Partido Popular, acusando seus líderes de encobrir casos de corrupção e de permitir que Pedro Antonio Sánchez fosse reeleito como chefe do PP regional, apesar de estar sob investigação no caso Auditorio. Ele enviou uma carta ao presidente do partido, Mariano Rajoy, destacando sua insatisfação com a falta de ação sobre corrupção e a marginalização da Região de Murcia, especialmente em termos de financiamento e de recursos hídricos.
Em maio de 2017, criou a Plataforma Cívica Região de Múrcia, com o objetivo de realizar uma análise da situação política, econômica e social da comunidade murciana, e como primeiro passo para a construção de um novo partido.
Em 12 de dezembro de 2017, anunciou que transformaria sua Plataforma Cívica em um partido político regionalista. Em 2018, fundou oficialmente o Somos Región, um novo partido político regenerativo, de centro social e reformista.
Em 4 de setembro de 2019, anunciou sua demissão como presidente do Somos Región e sua retirada da vida política, após os maus resultados que seu novo partido obteve nas eleições regionais, nas quais não obteve representação na Assembleia Regional.